# Марина ди Джойоза Йоника
Марѝна ди Джойо̀за Йо̀ника (на италиански: Marina di Gioiosa Ionica, на местен диалект a Marina, а Марина) е морско курортно градче и община в Южна Италия, провинция Реджо Калабрия, регион Калабрия. Разположено е на брега на Йонийско море. Населението на общината е 6548 души (към 2012 г.).